# Ommatius nigellus
Ommatius nigellus là một loài ruồi trong họ Asilidae. Ommatius nigellus được Scarbrough miêu tả năm 1984. Loài này phân bố ở vùng Tân nhiệt đới.